# Poklicni standard
Poklicni standard je dokument z naslednjimi elementi: ime in koda poklica, raven zahtevnosti, poklicne kompetence ter opis poklicnega standarda, ki vsebuje: področje dela, ključna dela, znanje in spretnosti (temeljno praktično znanje, naj navezano strokovno-teoretično, pripadajoče splošno zanje in ključne kvalifikacije). Poklicni standard se pripravi na podlagi profila poklica in je podlaga za oblikovanje programa oziroma programskih modulov kot delov programa za pridobitev poklicne ali strokovne izobrazbe. Poklicni standard je tudi podlaga za pridobitev nacionalne poklicne kvalifikacije bodisi z neposrednim preverjanjem strokovnega znanja, spretnosti in sposobnosti, bodisi na podlagi listin, pridobljenih po izobraževalnih programih.